# Osieczna (gromada w powiecie leszczyńskim)
Osieczna – dawna gromada, czyli najmniejsza jednostka podziału terytorialnego Polskiej Rzeczypospolitej Ludowej w latach 1954–1972.
Gromady, z gromadzkimi radami narodowymi (GRN) jako organami władzy najniższego stopnia na wsi, funkcjonowały od reformy reorganizującej administrację wiejską przeprowadzonej jesienią 1954 do momentu ich zniesienia z dniem 1 stycznia 1973, tym samym wypierając organizację gminną w latach 1954–1972.
Gromadę Osieczna z siedzibą GRN w mieście Osiecznej (nie wchodzącym w skład gromady) utworzono – jako jedną z 8759 gromad na obszarze Polski – w powiecie leszczyńskim w woj. poznańskim, na mocy uchwały nr 28/54 WRN w Poznaniu z dnia 5 października 1954. W skład jednostki weszły obszary dotychczasowych gromad Drzeczkowo, Grodzisko, Jeziorki, Łoniewo, Popowo Wonieskie, Trzebania, Witosław i Wolkowo ze zniesionej gminy Osieczna w tymże powiecie. Dla gromady ustalono 18 członków gromadzkiej rady narodowej.
1 stycznia 1962 do gromady Osieczna włączono obszar zniesionej gromady Ziemnice w tymże powiecie.
4 lipca 1968 do gromady Osieczna włączono obszar zniesionej gromady Kąkolewo w tymże powiecie (bez wyłączonej z niej 3 dni wcześniej miejscowości Nowawieś).
1 stycznia 1970 do gromady Osieczna włączono 792,53 ha z miasta Osieczna w tymże powiecie, natomiast 205,17 ha (część wsi Łoniewo) z gromady Osieczna włączono do miasta Osieczna.
Gromada przetrwała do końca 1972 roku, czyli do kolejnej reformy gminnej. 1 stycznia 1973 w powiecie leszczyńskim reaktywowano gminę Osieczna.